# Hiidensalmi sågverk

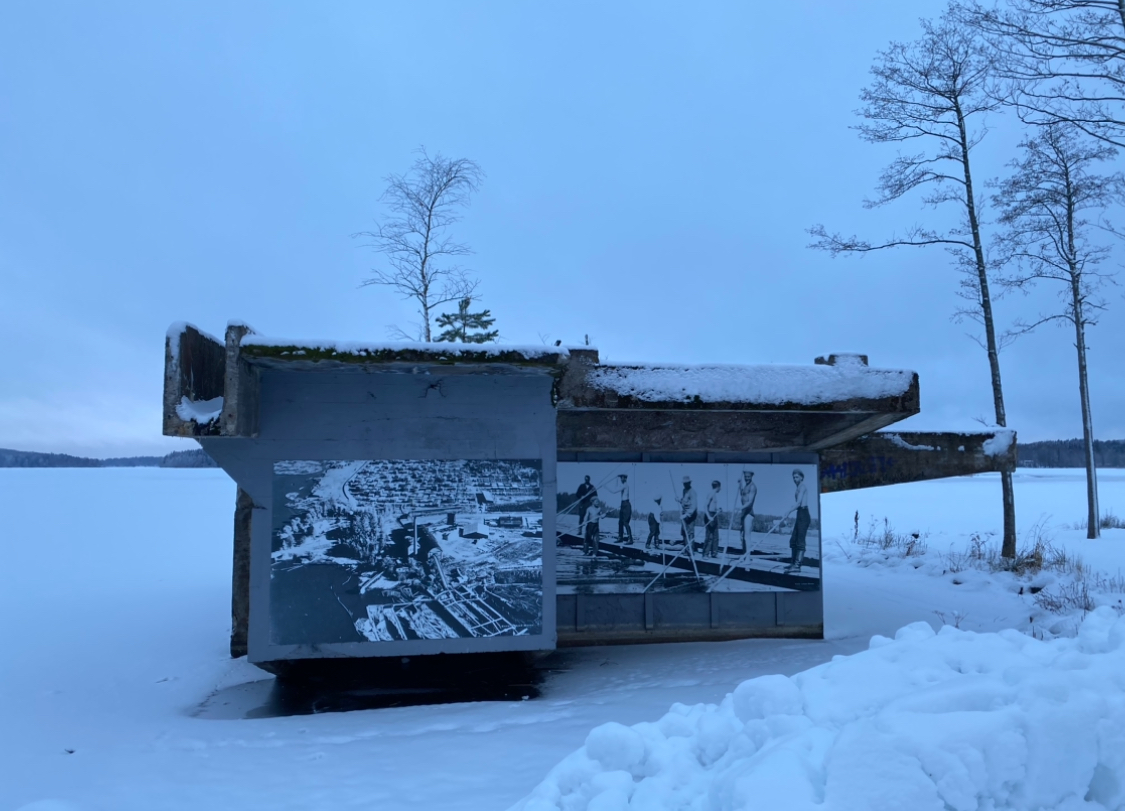
Ruiner av Hiidensalmi sågverk i december 2023.

Hiidensalmi sågverk (finska: Hiidensalmen saha) är ett före detta sågverk i Lojo i Finland. Numera är området ett bostadsområde med många egnahemshus som byggdes för Bostadsmässan i Lojo år 2021.

## Historia
År 1926 grundade Västnylands skogsägare bolaget Lohjanvesistön Metsä Oy. Bolaget byggde ett ångdrivet sågverk på östra stranden av Hiidensalmi och verksamheten började år 1928. Av byggnaderna kvarstår endast disponentens hus och kontor i Kokkokallio nära Hiidensalmi bron. Antalet anställda var omkring hundra personer. Stockarna flottades till sågverket längs vattendraget ända från Loppis och Tammela. Sågverket hade även sitt eget sidospår, så en stor del av det producerade virket transporterades med järnväg till Hangö hamn. Från Hangö skeppades det utomlands, främst till England.
Vid färdigställandet var Hiidensalmi sågverk det största sågverket längs vattendragen i Lojo och nationellt ett mellanstort sågverk. Under åren utvecklades det och en av åtgärderna var att ta i bruk en ny barkningsanläggning i oktober 1950. Maskinen barkade 400 granstockar per timme i en roterande trumma. Den hade installerats på en betongfot i Lojosjön, cirka 40 meter från strandlinjen, för stockarna lyftes för barkning direkt från vattnet. Det grunda strandområdet fylldes med barkmaterial så att strandlinjen flyttades så småningom bredvid barkningsanläggningen. Anläggningen togs ur bruk i början av 1960-talet, när stockarna började barkas med en landbaserad barkningsmaskin som hade utvecklats av Valon Kone i Lojo. Den gamla barkningsmaskinen demonterades och kvar blev endast betongfoten som är det enda synliga minnet av själva sågverket idag.
Verksamheten i sågverket Hiidensalmi upphörde i början av år 1967. Året innan hade dess konkurrent, Paloheimo-koncernen i Riihimäki, köpt en majoritetsandel i bolaget Lohjanvesistön Metsä Oy. Paloheimo-koncernen sade upp alla anställda vid Hiidensalmi sågverk och lade ner företaget som konkurrerade om råvirke från marknaden.